# Jorge Guimarães (veterinário)
Jorge Almeida Guimarães GCNMC • ComMD (Campos dos Goytacazes, 28 de janeiro de 1938) é um médico veterinário, bioquímico, pesquisador e professor universitário brasileiro.
Grande oficial da Ordem Nacional do Mérito Científico e membro titular da Academia Brasileira de Ciências, Jorge lecionou em várias universidades brasileiras, sendo professor emérito da Universidade Federal do Rio de Janeiro (UFRJ) e professor da Universidade Federal do Rio Grande do Sul (UFRGS).
Foi diretor do Conselho Nacional de Desenvolvimento Científico e Tecnológico (CNPq) e secretário do Ministério da Ciência e Tecnologia até fevereiro de 2003.

## Biografia
Jorge nasceu em 1938, em Campos dos Goytacazes. É um dos nove filhos de um casal de camponeses. Seu pai nunca foi à escola e aprendeu a ler com sua mãe, que tinha apenas o curso primário. Foi criado em uma propriedade rural e só frequentou a escola depois dos 10 anos. A família vivia com muito pouco e depois da tuberculose da mãe, os irmãos mais velhos de Jorge convenceram a família a se mudar para o Rio de Janeiro. Seu pai trabalhava na prefeitura, mas não se adaptava.
No final da Segunda Guerra Mundial, seu pai soube que Getúlio Vargas tinha feito um grande projeto de reforma agrária, na região de Itaguaí, para assentar famílias de imigrantes japoneses e presentear ex-pracinhas que voltaram da guerra. Seu pai então convenceu um ex-pracinha a ser meeiro da propriedade dele.
Ingressou em uma escola técnica agrícola próxima ao assentamento em que vivia com a família, que o levou a ingressar no curso de veterinária da Universidade Federal Rural do Rio de Janeiro, onde se deparou com a bioquímica, em especial a química de proteínas.

### Presidência da CAPES
Em 6 de fevereiro de 2004, sucedeu Marcel Bursztyn como presidente da Coordenação de Aperfeiçoamento de Pessoal de Nível Superior (CAPES) a convite do ministro recém-empossado da Educação Tarso Genro. Em 2005, foi premiado pelo presidente Luiz Inácio Lula da Silva com a Ordem do Mérito da Defesa no grau de Comendador suplementar.
Guimarães permaneceu mais de uma década no cargo, sendo ao fim sucedido por Carlos Nobre em 7 de maio de 2015, já no governo Dilma Rousseff.